# Détour mortel (téléfilm)
Ne doit pas être confondu avec Détour mortel.
Pour plus de détails, voir Fiche technique et Distribution.
Détour mortel (Big Driver) est un téléfilm américain réalisé par Mikael Salomon, scénarisé par Richard Christian Matheson d'après la nouvelle Grand Chauffeur de Stephen King, et diffusé le 18 octobre 2014 sur Lifetime.

## Synopsis
Tess écrit des romans policiers au ton léger qui connaissent un certain succès, notamment auprès des personnes âgées. Elle donne un séminaire à l'issue duquel Ramona Norville, la femme qui l'a invitée, lui indique un raccourci pour rentrer chez elle. En pleine forêt, sur une route déserte, Tess crève un pneu en roulant sur une planche cloutée. Un homme de très grande taille arrive peu après et lui offre son aide. L'individu, qui a lui-même placé la planche sur la route, profite de la situation, la frappe violemment avant de la violer à plusieurs reprises et de la laisser pour morte en la  cachant dans une buse de canalisation, où elle découvre les cadavres d'autres victimes du tueur. Tess survit et décide de ne pas prévenir la police mais de retrouver par elle-même son agresseur pour se venger.

## Fiche technique
- Titre original : Big Driver
- Titre français : Détour mortel
- Réalisation : Mikael Salomon
- Scénario : Richard Christian Matheson, d'après la nouvelle Grand Chauffeur de Stephen King
- Musique : Jeff Beal
- Genre : Thriller
- Durée : 87 minutes (1 h 27)
- Dates de la première diffusion :
  -  États-Unis : 18 octobre 2014 sur Lifetime
  -  France : 12 novembre 2015 sur HD1
- Classification : Déconseillé aux moins de 12 ans lors de sa diffusion française.

## Distribution
- Maria Bello (VF : Déborah Perret) : Tess Thorne
- Ann Dowd (VF : Coco Noël) : Ramona Norville
- Will Harris (VF : Christophe Lemoine) : Lester « Grand Chauffeur »
- Joan Jett (VF : Odile Schmitt) : Betsy Neal
- Olympia Dukakis (VF : Lucienne Troka) : Doreen
- Jennifer Kydd (VF : Vanina Pradier) : Patsy
- Andre Myette : le frère de Lester

## Accueil
Le téléfilm a été vu par 2,146 millions de téléspectateurs aux États-Unis lors de sa première diffusion.

## Accueil critique
Le téléfilm recueille 50 % de critiques positives, avec une note moyenne de 6/10 et sur la base de 10 critiques collectées, sur le site Rotten Tomatoes.